# V-кубик 6

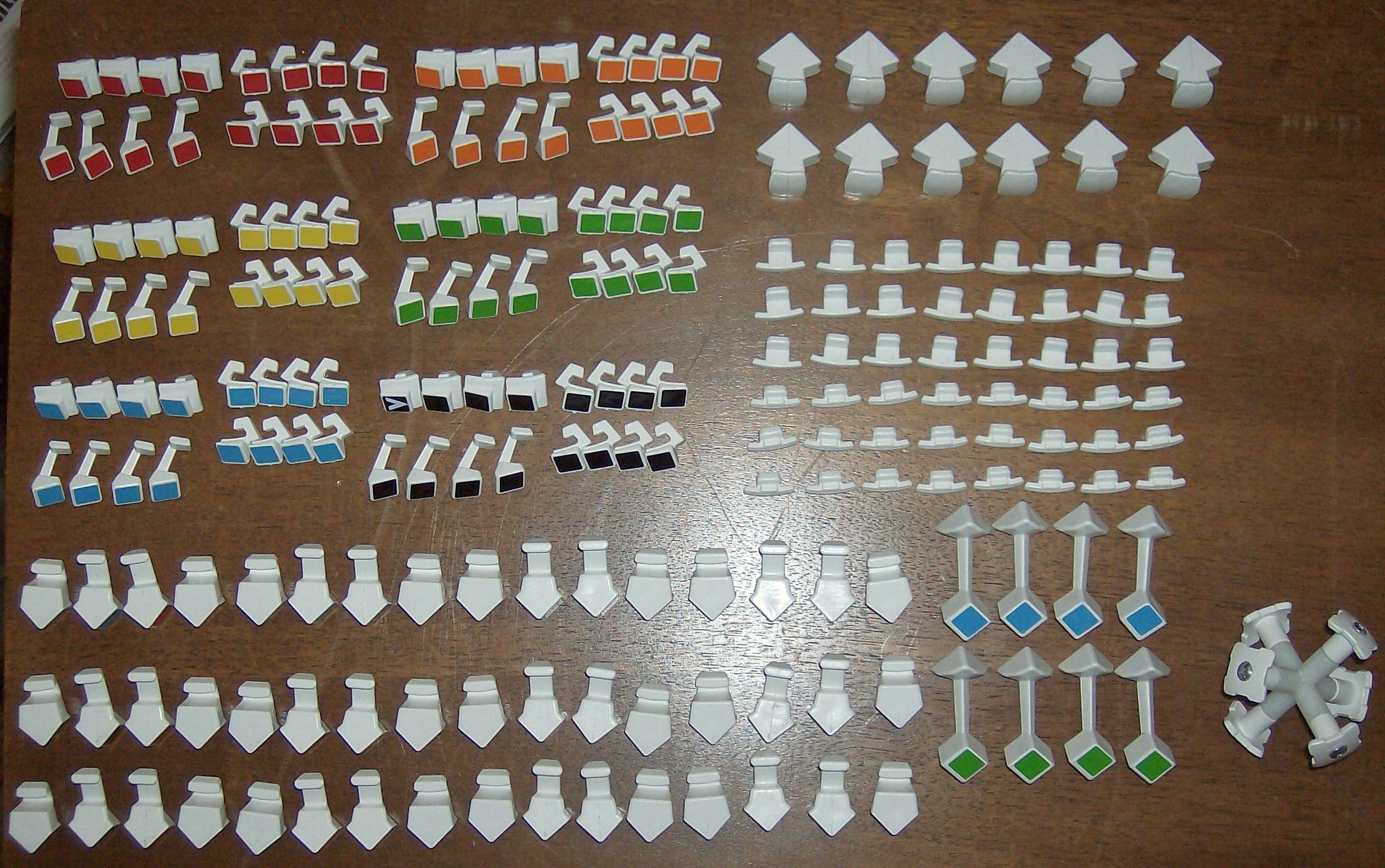
Механизм

V-кубик 6 (англ. V-Cube 6) ― шарнирная головоломка из серии однотипных кубиков 2×2, 3×3, 4×4 и 5×5. Вместе с кубиками 7×7 и 8×8 изобретена Панайотисом Вердесом. Производится греческой компанией Verdes Innovations и несколькими китайскими фирмами.
На поверхности кубика 152 детали ― 96 одноцветных центров, 48 двуцветных рёбер и 8 трёхцветных углов. Также есть 66 деталей (60 подвижных, 6 неподвижных), полностью спрятанных внутри куба.
Общее количество перестановок равно:
{\displaystyle {\frac {8!\times 3^{7}\times 24!^{6}}{24^{25}}}\approx 1.57\times 10^{116}}
— примерно 157 септентригинтиллионов.